# Société V.E.L.
Die Société V.E.L. war ein französischer Hersteller von Automobilen.

## Unternehmensgeschichte
Das Unternehmen aus Paris begann 1947 mit der Produktion von Automobilen. Der Markenname lautete VEL. 1948 endete die Produktion.

## Fahrzeuge
Das einzige Modell war ein Kleinstwagen mit vier Rädern. Die offene Karosserie bot Platz für zwei Personen. Für den Antrieb sorgte ein luftgekühlter Einzylinder-Zweitaktmotor von Train mit 1 Steuer-PS. Besonderheit war der Frontantrieb. Das Getriebe verfügte über drei Gänge. Die Höchstgeschwindigkeit war mit 64 km/h angegeben.